# جو أدو
جو أدو (بالإنجليزية: Joe Addo)‏ هو لاعب كرة قدم ومدرب كرة قدم غاني في مركز قلب الدفاع، ولد في 12 سبتمبر 1971 في أكرا في غانا. شارك مع منتخب غانا لكرة القدم. أما مع النوادي، فقد لعب مع إثنيكوس وإف إس في فرانكفورت وتامبا باي موتيني وسبارتا روتردام ونادي بيلينينسش ونادي شتوتغارت ونادي كيتشي ونيويورك ريد بولز.

## وصلات خارجية
- جو أدو على موقع الاتحاد الدولي (مؤرشف)  (الإنجليزية)
- جو أدو على موقع الدوري الأمريكي (الإنجليزية)
- جو أدو على موقع ناشيونال فوتبول تيمز (الإنجليزية)
- جو أدو على موقع عالم كرة القدم.نت (الإنجليزية)
- جو أدو على موقع أوليمبيديا (الإنجليزية)